# Uncial 097

Uncial 097 (numeração de Gregory-Aland), α 1003 (von Soden), é um manuscrito uncial grego do Novo Testamento, datado pela paleografia para o século VII.

## Descoberta
Codex contém o texto do Atos dos Apóstolos (13,39-46) em 2 folhas de pergaminho (26 x 21 cm). O texto está escrito com uma coluna por página, contendo 21 linhas cada. Ele é um palimpsesto.
O texto grego desse códice é um representante do Texto-tipo misto. Kurt Aland colocou-o na Categoria III.
Actualmente acha-se no Biblioteca Nacional Russa (Gr. 18) em São Petersburgo.